# Abrikósivka
Abrikósivka (en ucraïnès: Абрикосівка, rus: Абрикоссовка, Abrikóssovka) és un poble de la República Autònoma de Crimea a Ucraïna, que el 2014 tenia 506 habitants. Pertany al districte rural de Saki. Fins al 1948 la vila es deia Ungut.